# Sardopaladilhia
Sardopaladilhia là một chi ốc nước ngọt rất nhỏ, động vật thân mềm chân bụng trong họ Hydrobiidae.

## Các loài
Các loài trong chi Sardopaladilhia gồm có:
- Sardopaladilhia buccina Rolán & Martínez-Ortí, 2003[2]
- Sardopaladilhia distorta Rolán & Martínez-Ortí, 2003[3]
- Sardopaladilhia marianae Rolán & Martínez-Ortí, 2003[4]
- Sardopaladilhia subdistorta Rolán & Martínez-Ortí, 2003[5]